# 瑪麗·西蒙
瑪麗·珍妮·梅·西蒙（英語：Mary Jeannie May Simon，羅馬化：Ningiukudluk；1947年8月21日—），加拿大政治和外交人物，现任加拿大總督。她於1994年至2004年間出任加拿大首名環極地事務大使，1999年至2002年間則兼任加拿大駐丹麥大使。時任加拿大總理賈斯汀·杜魯多於2021年7月6日宣布任命具有因紐特人血統的西蒙為總督，成為首位出任該職的加拿大原住民，同月26日正式就任。

## 早年及個人生活
西蒙的父親鮑勃（Bob May）為英裔，來自緬尼托巴省，曾任哈德遜灣公司皮毛交易員，母親萳西（Nancy May）為因紐特人。她於魁北克省努納維克地區坎吉克蘇阿盧朱阿克出生，為家中八名子女的二女，後到庫朱瓦克聯邦日間學校就讀。
她於1967年在庫朱瓦克與首任丈夫奧迪斯（Robert Otis）結婚，後改嫁佐治·西蒙（George Simon），1994年則與記者和加拿大極地委員會（Canadian Polar Commission）前主席懷特·菲沙（Whit Fraser）結婚。她育有兩子一女。
西蒙精通英語和伊努克提圖特語但不諳法語；她表示年少在庫朱瓦克學校就讀期間並未得到機會學習法語，但將於任職總督期間進修法語。

## 事業
西蒙於1970年代曾一度在加拿大廣播公司北部支局任職監製和播音員。她其後轉職北魁北克因紐特人協會，期間代表該省北部的因紐特人和克里人與魁省政府和魁北克水電公司磋商，各方於1975年達成《詹姆士灣與北魁北克協議》，魁省政府正式承認當地因紐特人和克里人的狩獵和捕魚權益，並於往後20年間給予2億2500萬元補償金，以換取在當地興建水電壩。北魁北克因紐特人協會其後改組成馬基維克公司，西蒙則一度出任該公司總裁。她亦曾出任因紐特人北極圈理事會行政委員會成員，1986年起則出任該組織主席。
加拿大政府於1980年代初從英國取回制憲權期間，西蒙曾參與協商，以求憲法確立原住民權益。為了促使魁北克省政府接受憲法，聯邦政府於1980年代末和90年代初展開修憲程序，西蒙亦參與其中，最終達成查洛城修憲協定，但協定於1992年全國公投中被否決。
總理讓·克雷蒂安於1994年委派西蒙出任加拿大首名環極地事務大使，成為該國首位任職大使的因紐特人。任内她率領加拿大談判團與另外七國磋商，達致北極理事會於1996年成立。她亦從1999年起兼任加拿大駐丹麥大使。
西蒙於2006年至2012年間出任兩屆加拿大因紐特人聯會主席，2012年至2014年間則任全國因紐特人教育委員會主席。

## 總督
2010年時任總督莊美楷任期將近屆滿之際，有報道指總理史蒂芬·哈珀曾考慮西蒙為繼任人選，但最終則提名約翰斯頓為新任總督。
第29任總督朱莉·帕耶特於2021年初請辭後，聯邦政府展開新任總督甄選程序。總理賈斯汀·杜魯多於同年7月6日宣布女王伊利沙伯二世接受他的建議，任命西蒙為第30任加拿大總督。西蒙於同月22日透過視像與女王會面，獲任加拿大勳章總理（Chancellor），並獲授予加拿大軍功司令勳章、加拿大警務功績司令勳章和聖約翰爵級正義司令勳銜。同月26日她在加拿大上議院議事廳內宣誓就任總督。

## 榮譽

### 殊勳
| 綬帶 | 勳章                              | 注釋 |
|      | 加拿大員佐勳章（C.M.）            | - 1991年11月1日頒發 - 1992年4月29日敘任                                                                                         |
|      | 加拿大官佐勳章（O.C.）            | - 2005年11月17日頒發 - 2006年10月6日敘任                                                                                        |
|      | 加拿大同伴勳章（C.C.）            | - 2021年敘任 - 西蒙任職總督期間（2021年7月26日至今）為加拿大勳章總理（Chancellor）和首要同伴（Principal Companion）。                                        |
|      | 加拿大軍功司令勳章（C.M.M.）      | - 2021年7月22日頒發 - 西蒙任職總督期間（2021年7月26日至今）為加拿大軍功勳章總理和特命司令（Extraordinary Commander）。                                 |
|      | 加拿大警務功績司令勳章（C.O.M.）  | - 2021年7月22日頒發 - 西蒙任職總督期間（2021年7月26日至今）為加拿大警務功績勳章總理。                                           |
|      | 聖約翰爵級正義司令勳銜（K.St.J.） | - 2021年7月22日頒發 - 西蒙任職總督期間（2021年7月26日至今）為最受尊崇的耶路撒冷聖約翰勳章爵級正義司令、司祭（Prior）和在加首席官佐。 |
|      | 魁北克國民官佐勳章（O.Q.）        | - 1992年1月21日頒發 |
|      | 加拿大聯邦成立125週年紀念勳章     | - 1992年頒發 - 西蒙當時為加拿大員佐勳章授勳者，在加拿大排名名單之列，遂獲發此勳章。                                             |
|      | 伊利沙伯二世金禧獎章（加拿大）    | - 2002年頒發 - 西蒙當時為加拿大員佐勳章授勳者，在加拿大排名名單之列，遂獲發此勳章。                                             |
|      | 伊利沙伯二世鑽禧獎章（加拿大）    | - 2012年頒發 - 西蒙當時為加拿大官佐勳章授勳者，在加拿大排名名單之列，遂獲發此勳章。                                             |
|      | 格陵蘭傑出服務獎章金章            | - 1992年7月24日頒發 |

### 其他獎項
- 全國原住民成就獎（1996年頒發[32]）
- 皇家加拿大地理學會金章（1998年10月22日頒發[33]）
- 聯邦藝術中心西蒙斯獎章（2009年11月3日頒發[34]）

## 著作
- Simon, Mary May. . Peterborough, Ont.: Cider Press. 1996. ISBN 1-896851-12-6.

## 外部連結
- 维基共享资源上的相關多媒體資源：瑪麗·西蒙